# Peter Weiser

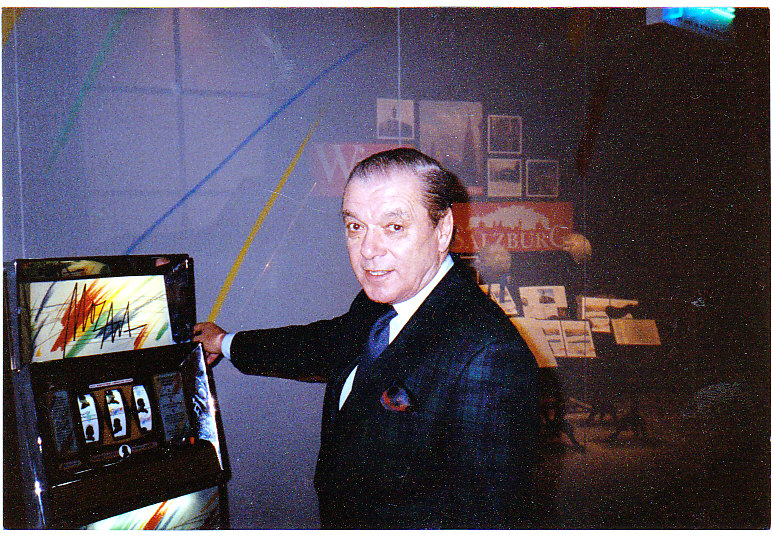
Peter Weiser am Wien-Salzburger Mozart-Stand bei der Internationalen Tourismusbörse (ITB) in Berlin 1990 (Entwurf des auf dem Bildschirm ersichtlichen Mozart-1991-Designs: Angela Baldinger)

Peter Weiser (* 28. Jänner 1926 in Mödling bei Wien; † 7. März 2012 in Wien) war Journalist, Generalsekretär des Wiener Konzerthauses und Leiter der Österreichischen Energieagentur. Er war aktives Mitglied des Österreichischen P.E.N.-Clubs.

## Leben
Peter Weiser, Sohn des Architekten Armand Weiser (1887–1933) und seiner Ehefrau, der Kunsthandwerkerin Natalie Weiser, studierte Romanistik und Philosophie in Wien und in Genf und begann 1948 als Journalist bei der katholischen Wiener Wochenzeitung Die Furche zu arbeiten. 1951 bis 1955 war er für den amerikanischen Besatzungssender in Wien, „Rot-Weiß-Rot“, tätig, Gegengewicht zum von der sowjetischen Besatzungsmacht beeinflussten staatlichen Österreichischen Rundfunk. Er begegnete im Script Department des Senders Ingeborg Bachmann, die mit ihm und Jörg Mauthe 1952/1953 an der wöchentlichen, sehr erfolgreichen Sendung Die Radiofamilie arbeitete, bis sie 1953 nach Rom übersiedelte. (Über die Sendereihe schrieb Weiser später Erinnerungen.) Folge 10, Hexenschuß, gesendet am 21. Juni 1952, und Folge 41, Geburtstagsüberraschung – ein Kind kommt aus Holland, gesendet am 15. März 1953, waren Gemeinschaftsarbeiten Weiser / Bachmann. Im Österreichischen Rundfunk wurde er 1955 nach dem Ende der Besatzungszeit Chefdramaturg. 1956 bis 1958 war Weiser auch Konsulent des österreichischen Regierungskommissärs für die Weltausstellung in Brüssel 1958.
Nach der Arbeit für Zeitungen (Kulturkorrespondent der FAZ und Theaterkritiker des Kuriers) wurde Weiser 1961 zum Generalsekretär der Wiener Konzerthausgesellschaft berufen. In dieser Funktion, die er bis 1977 innehatte, war er für das künstlerische Programm des Wiener Konzerthauses verantwortlich und setzte sich besonders für die Mahler-Renaissance sowie die stärkere Einbindung von Werken der Zweiten Wiener Schule ins Konzertgeschehen ein. Aus dieser Zeit stammte seine Freundschaft mit Leonard Bernstein. 1972 bis 1975 wurde das Konzerthausgebäude originalgetreu restauriert.
1977 bot ihm Bundeskanzler Bruno Kreisky an, die neu geschaffene Energieverwertungsagentur (heute: Österreichische Energieagentur) zu leiten, die Sparsamkeit beim Energieverbrauch propagieren sollte. Kreisky traute dem unkonventionellen Konservativen zu, die energiepolitischen Ziele seiner Regierung volksnah zu kommunizieren. Weiser übte diese Funktion bis zu seiner Pensionierung 1991 aus.
1979 und 1983 übersetzte er Werke von Leonard Bernstein ins Deutsche. Für die Stadt Wien koordinierte er das Mozartjahr 1991. Immer wieder befasste sich Weiser als Zeitzeuge in Texten mit der nationalsozialistischen Zeit und der unmittelbaren Nachkriegszeit in Österreich und kam in den neunziger Jahren auch auf seine Erlebnisse mit der „Radiofamilie“ zurück.
2005 proponierte Weiser mit Herbert Krejci und Hannes Androsch die Ausstellung Das neue Österreich, die zum Staatsvertragsjubiläum 1955/2005 im Schloss Belvedere in Wien stattfand. Die drei Proponenten waren aktiv geworden, nachdem die Bundesregierung Schüssel I bzw. Schüssel II aus Kostengründen keine Jubiläumsausstellung in Angriff genommen hatte. Weiser ging auf die erfolgreiche Ausstellung ein, als er 2008 zu den Rednern bei der Feier zu Androschs 70. Geburtstag gehörte.
Seit der Nachkriegszeit war Weiser Mitglied des Österreichischen P.E.N.-Clubs und wurde auf dessen Website bis zu seinem Tod als aktives Mitglied geführt. Im in der Wienbibliothek im Rathaus aufbewahrten Teilnachlass von Friedrich Torberg finden sich von Weiser an Torberg geschriebene Briefe aus den Jahren 1958 und 1959 zum Thema der Mitgliedschaft Ungarns im P.E.N. Weiser war weiters Vizepräsident der Jerusalem Foundation Österreich und organisierte für das Kulturressort der Wiener Stadtverwaltung das alle zwei Jahre veranstaltete Theodor-Herzl-Symposion.
Er wurde auf dem Heiligenstädter Friedhof in Wien bestattet.

## Auszeichnungen und Ehrungen
- 1976: Großes Silbernes Ehrenzeichen für Verdienste um das Land Wien
- 1977: Berufstitel Professor
- 1996: österreichisches Ehrenkreuz für Wissenschaft und Kunst I. Klasse
- 1998: Komtur des Päpstlichen Ritterordens des heiligen Gregors des Großen[5]
- 2007: Goldmedaille der Internationalen Gustav-Mahler-Gesellschaft Wien[6]
- 2008: Ehrenmedaille der Bundeshauptstadt Wien in Gold[7]
- 2010: Ehrennadel in Gold der Stadt Mödling.[8]

## Eigene Werke
- Familie Floriani. Ein wienerischer Jahreslauf in 30 Bildern. (Nach der „Radiofamilie“ des Senders „Rot-Weiß-Rot“.) Mit Jörg Mauthe. Kremayr & Scheriau, Wien 1954, Buchgemeinschaft Donauland, Wien 1955, 299 S., Edition Atelier / Wiener Journal Zeitschriftenverlag, Wien 1990, 261 S.
- Ein Roman aus Wien, Verlag Deutsch, Wien 1964, Kremayr & Scheriau, Wien 1966, Buchgemeinschaft Donauland, Wien 1967, 230 S.
- Gorilla, Gorilla. Theaterstück für die Wiener Festwochen 1972.
- Wien, stark bewölkt, Molden, Wien 1982, Brandstätter, Wien 1984, 200 S. (Autobiografie).
- Die Wahrheit 38-45. Herausgegeben von Franz Endler und  Peter Weiser, vier Bände, Jugend & Volk Edition, Wien 1988.
- Mozart-Almanach 1991. Mit dem kompletten Programm des Mozart-Jahres in Wien; Kalendarium: Gabriela Sonnleitner; Redaktion: Christa Veigl; herausgegeben vom Wiener Fremdenverkehrsverband, Wien 1990, 103 S.
- Mozart-Promenade. Mozart 1991 live in Wien. Presse- und Informationsdienst der Stadt Wien, Wien 1991.
- Die Familie Nr. 1. In: Peter Bochskanl: Jörg Mauthe: Sein Leben auf 33 Ebenen. Erinnerungen und Visionen. Edition Atelier/Wiener Journal Zeitschriftenverlag, Wien 1994, 213 S.
- … und Viele waren wieder da. In: Heinz Kienzl (Hrsg.): Ein neuer Frühling wird in der Heimat blühen. Deuticke, Wien 2002, 184 S. (= Forschungen und Beiträge zur Wiener Stadtgeschichte, Heft 38).
- Nachruf auf Marcel Prawy in der Zeitschrift der Gesellschaft der Musikfreunde in Wien, Heft Mai/Juni 2003[9]
- Die Gnade, unter Tränen zu lachen. Essay zum 100. Geburtstag von Friedrich Torberg. In: Tageszeitung Wiener Zeitung, Wien, 16. September 2008.[10]

## Übersetzungen
- Leonard Bernstein: The unanswered Question. Deutsch: Musik – die offene Frage. Übertragung von Peter Weiser. Molden, Wien 1979, 432 S.
- Leonard Bernstein: Findings. Deutsch: Erkenntnisse. Beobachtungen aus 50 Jahren. Übersetzung von Peter Weiser, Knaus, Hamburg 1983, 293 S.